# Łukasz Tumicz
Łukasz Tumicz (ur. 1 marca 1985 w Lidzbarku Warmińskim) – polski piłkarz, grający na pozycji napastnika.

## Kariera piłkarska
14 lutego 2012 roku Tumicz podpisał półroczny kontrakt z Ruchem Radzionków z opcją przedłużenia go o rok. W lipcu 2012 podpisał roczny kontrakt z GKS Tychy.

## Sukcesy

### Jagiellonia Białystok
- Puchar Polski (1) : 2009/10